# Заболотье (Владимирский район)
Заболотье (укр. Заболоття) — село в Устилугской городской общине Владимирского района Волынской области Украины.
Население по переписи 2001 года составляет 80 человек. Почтовый индекс — 44712. Телефонный код — 3342. Занимает площадь 0,706 км².